# Кајацо
Кајацо (итал. Caiazzo) је насеље у Италији у округу Казерта, региону Кампанија.
Према процени из 2011. у насељу је живело 2669 становника. Насеље се налази на надморској висини од 144 м.

## Становништво
| 1951. | 1961. | 1971. | 1981. | 1991. | 2001. | 2011. |
| ----- | ----- | ----- | ----- | ----- | ----- | ----- |
| 6.113 | 5.848 | 5.482 | 5.411 | 5.940 | 5.879 | 5.657 |

## Партнерски градови
- Охтендунг